# Beautiful Mess
Beautiful Mess песма је бугарског-руског певача Кристијана Костова са којом је представљао Бугарску на Песми Евровизије 2017. у Кијеву, у финалу заузевши друго место, са освојених 615 поена. Песму је 13. марта објавила издавачка кућа Virginia Records.

## Песма Евровизије 2017.
22. децембра 2016, бугарска национална телевизија БНТ расписала је конкурс за музичке куће и продуценте који желе да пошаљу своје песме од којих ће бити изабрана једна са којом ће бугарски представник представљати своју земљу на Песми Евровизије 2017. у Кијеву. 25. јануара, наредне године, ужим избором је изабрано њих 6, да би се 7. фебруара број песама смањио на 3. 13. марта званично је одлучено да ће Бугарску на предстојећем такмичењу представљати Кристијан Костов, а касније тог дана, откривена је и песма са којом ће се представити, под називом Beautiful Mess. За сценски наступ у Кијеву ангажована је шведска режисерка и кореографкиња Саша Жан-Баптист. Представник Бугарске се такмичио у другој половини друге полуфиналне вечери која се одржала 11. маја у Кијеву, освојивши прво место, са убедљива 403 бода. У финалу, одржаном 12. маја, заузео је друго место, са освојених 615 поена.

## Музички видеозапис
За реализацију концепта песме био је задужен Милен Данков, један он најпознатијих бугарских кореографа, са више од 15 година искуства у креирању незаборавних наступа и визуелних концепата за потребе сцене, музичких спотова и телевизијских програма, међу њима сценских наступа за највећу бугарску манифестацију за доделу музичких награда, BG Radio Music Award и музичких ријалитија X Factor и The Voice. Такође је радио на осмишљавању евровизијског наступа бугарске представнице Поли Генове, али и на кореографији за Кристијанов сингл Не си за мен. За музички видеозапис је био задужен Лиуси Иларионов, који је до сада режирао преко 250 спотова, док је Beautiful Mess био други пројекат на којем је радио са Костовим. За снимање спота, које је трајало 20 сати, био је задужен Андреј Андрејев, а у споту је било ангажовано чак 35 плесача. Још један од главних карактера спота јесте Фризијски коњ који се појављује у епском блокбастеру 300. У споту се појављује и кукер, човек маскиран налик шаману, који је део древне бугарске традиције, а његова појава датира још из периода пре Христа. У споту, својим застрашујућим изгледом и неуобичајеним покретима представља дуалну реализацију добра и зла. Он у споту помаже да сила добра протера зло и тако поврати мир у свету.

## Прича из два дела
Прича песме Beautiful Mess раздвојена је у два поглавља која представљају контраст две слике и два карактера-обоје на мрачној и светлој страни, комбиновани у електричну мешавину. Како је пројекат наставио да се развија, продукција је схватила да ће бити немогуће све испричати у једном сегменту- кроз видео спот или сценски наступ, јер би, како су изјавили, комбинација толиког броја различитих елемената представљала праву збрку. Први део приче, у којој је свет представљен као неред, слушаоцима је дат кроз званични музички спот, док је други део приче, под називом Наша љубав је недодирљива, представљен кроз сценски наступ у Кијеву. Бугарска национална телевизија БНТ је концепт приче објаснила кроз своју изјаву:
"У споту је представљена мрачна стварност која је описана у песми. Живимо у свету пуном заблуде, усамљености, напетости и несигурности... идући према ивици. Стога, наш званични спот ће садржати слике, карактере и асоцијације повезане са мрачном стварношћу. Ту ће бити доста интензивних слика, а наш циљ је да подстакнемо и мотивишемо људе да напусте своју комфорну зону и почну размишљати о нашој поруци. Ипак, мотиви који су дати на крају песме биће реализовани кроз сценски наступ, који ће приказати другу страну спектра. Други део приче посвећен је оптимистичнијој алтернативи коју песма тежи да негује. Главна замисао сценског наступа је у складу са музичким аспектом песме- биће сањалачки, спокојно, предивно, изузетно осећајно и веома визуелно приказано. Док је музички спот интензиван, читав сценски концепт ће бити више флуидан, фокусираће се на људске емоције и на енергију која нас све спаја."

## Списак песама
| №  | Назив | Трајање |  |
| 1. |       | 3:00    |  |

| №  | Назив | Трајање |  |
| 1. |       | 4:24    |  |
| 2. |       | 3:21    |  |

## Историја објаве
| Регија      | Датум          | Формат               | Издавачка кућа |
| ----------- | -------------- | -------------------- | -------------- |
| Широм света | 13. март 2017. | Дигитално преузимање |                |